# Сатисфакція
Сатисфа́кція (від лат. satis — достатньо і лат. facere — робити, виконувати) — 1) приблизне задоволення; 2) за іншим припущенням (від лат. satisfactio  — задоволення) — утамування почуття образи.

Сатисфакція як вид задоволення за особисту образу здійснюється звичайно у формі дуелі, поєдинку з образами. У випадку, коли поєдинок з образами неможливий через морально-етичні, технічні чи інші причини, його проводять без образ, але заздалегідь обговореною зброєю (холодною чи вогнепальною).
Сатисфакцією вважають також публічне вибачення, визнання власної неправоти однією стороною, що задовольняє вимогам іншої сторони.